# Retief Goosen

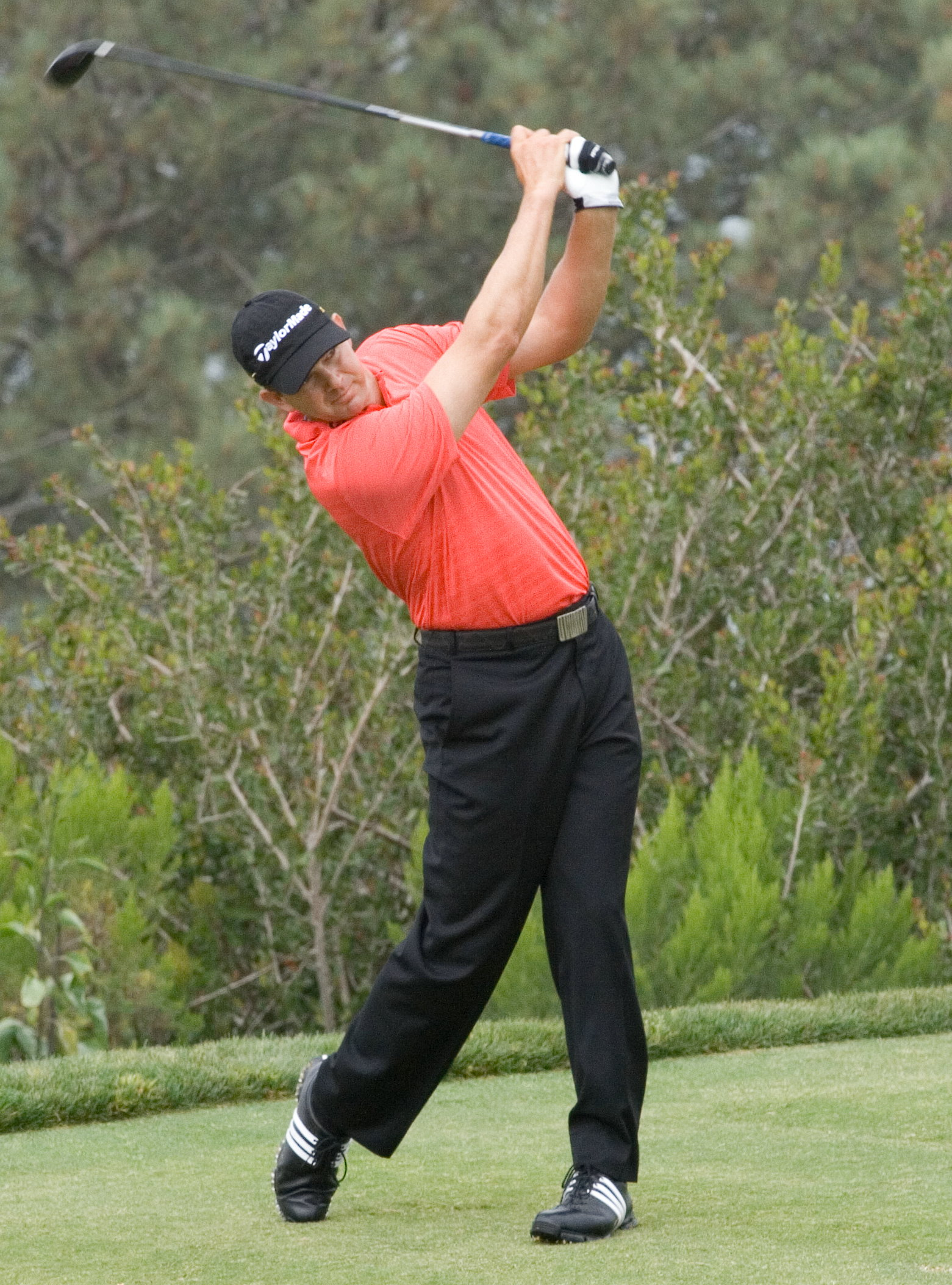
Retief Goosen

Retief Goosen, född 3 februari 1969 i Polokwane i Sydafrika, är en professionell golfspelare.
Goosen blev professionell 1990. Hans största framgångar är seger i US Open 2001 och 2004 och han vann penningligan på PGA European Tour 2001 och 2002.
Sedan 1995 har Goosen varit en av de mest stabila spelarna i världen. Han har vunnit internationella tävlingar varje år sedan 1995, och på USA-touren har han segrar varje år sedan 2001. Han är känd för sitt lugna uppträdande på banan vilket har gett honom smeknamnet The Iceman på USA-touren.

## Meriter

### Majorsegrar
- 2001 US Open
- 2004 US Open

### Segrar på PGA-touren
- 2002 BellSouth Classic
- 2003 Chrysler Championship
- 2004 The Tour Championship
- 2005 The INTERNATIONAL

### Segrar på Europatouren
- 1996 Slaley Hall Northumberland Challenge
- 1997 Peugeot Open de France
- 1999 Novotel Perrier Open de France
- 2000 Trophée Lancôme
- 2001 The Scottish Open at Loch Lomond, Telefonica Open de Madrid
- 2002 Johnnie Walker Classic
- 2003 Trophée Lancôme
- 2004 Smurfit European Open

### Övriga segrar
- 1991 Iscor Newcastle Classic
- 1992 Spoornet Classic, Bushveld Classic, Witbank Classic
- 1993 Mount Edgecombe Trophy
- 1995 Phillips South African Open
- 2002 Dimension Data Pro-Am
- 2003 Tiger Skins Game
- 2004 Nedbank Golf Challenge

### Lagspel
- Alfred Dunhill Cup 1995, 1996, 1997 (segrare), 1998 (segrare), 1999, 2000
- World Cup 1993, 1995, 2000, 2001 (segrare)
- Presidents Cup 2000, 2003 (oavgjort)